# Autoportrait (Le Tintoret)
Pour les articles homonymes, voir Autoportrait (homonymie).
Autoportrait est une peinture réalisée par le Tintoret, peintre vénitien de la Renaissance, que l'on peut dater autour de 1588. L'œuvre, un autoportrait, a été achetée pour Marie-Antoinette avec le château de Saint-Cloud en 1785. Elle est maintenant conservée au musée du Louvre.
Ce tableau est mentionné par Proust qui en fait le modèle du docteur du Boulbon.